# خیابان ۲۹ام (فیلم)
«خیابان ۲۹ام» (به انگلیسی: 29th Street) فیلمی در ژانر زندگی‌نامه‌ای و کمدی-درام است که در سال ۱۹۹۱ منتشر شد. از بازیگران آن می‌توان به دنی آیلو و آنتونی لاپالیا اشاره کرد.